# Aviv Buchler
Aviv Buchler (hebräisch אביב בוכלר; * 5. März 2000 in Israel) ist eine israelische Schauspielerin.

## Leben
Buchler wurde in Israel geboren. Von 2013 bis 2014 verkörperte sie die Rolle der Tamar Dvir in der israelischen Fernsehserie The Eight. Von 2017 bis 2018 war sie in der Rolle der Emma Geller in der ersten und zweiten Staffel der Fernsehserie Greenhouse Academy zu sehen, bevor ihre Rolle von Dana Melanie übernommen wurde. Seit 2020 hat sie die Rolle der Ella in der Fernsehserie Charlie Golf One inne.

## Filmografie
- 2013–2014: The Eight (Ha-Shminiya) (Fernsehserie, 16 Episoden)
- 2017–2018: Greenhouse Academy (Fernsehserie, 18 Episoden)
- seit 2020: Charlie Golf One (Fernsehserie)